# Ла Роуз (Илиноис)
Ла Роуз (енгл. La Rose) град је у америчкој савезној држави Илиноис.

## Демографија
По попису из 2010. године број становника је 144, што је 15 (-9,4%) становника мање него 2000. године.
| Група             | 2000.       | 2010.       |
| Белци             | 155 (97,5%) | 141 (97,9%) |
| Афроамериканци    | 0 (0,0%)    | 0 (0,0%)    |
| Азијати           | 0 (0,0%)    | 0 (0,0%)    |
| Хиспаноамериканци | 2 (1,3%)    | 3 (2,1%)    |
| Укупно            | 159         | 144         |